# Ethische Politik (Niederländisch-Indien)
Die ethische Politik (niederländisch: ethische politiek, indonesisch: politik etis) war die offizielle Politik der Kolonialregierung von Niederländisch-Indien (dem heutigen Indonesien) während der vier Jahrzehnte von 1901 (unter dem Kabinett Kuyper) bis zur japanischen Besetzung 1942. Im Jahr 1901 verkündete die niederländische Königin Wilhelmina, dass die Niederlande eine ethische Verantwortung für das Wohlergehen ihrer kolonialen Untertanen übernehmen würden. Diese Ankündigung stand in krassem Gegensatz zu der früheren offiziellen Doktrin, wonach Indonesien ein Gebiet zur privaten und staatlichen Bereicherung sei, und markierte auch den Beginn der modernen Entwicklungspolitik. Diese war unter den Kolonialmächten des frühen 20. Jahrhunderts ohne Beispiel. Auch andere Kolonialmächte sprachen gerne von einer zivilisatorischen Mission, die allerdings vor allem darin bestand, den kolonisierten Völkern ihre Kultur zu vermitteln.
Der Schwerpunkt dieser Politik lag auf der Verbesserung der materiellen Lebensbedingungen. Sie litt jedoch unter einer starken Unterfinanzierung, überzogenen Erwartungen und der mangelnden Akzeptanz in der niederländischen Kolonialverwaltung. Die Politik war 1930, während der Weltwirtschaftskrise, weitgehend eingestellt worden.

## Hintergrund

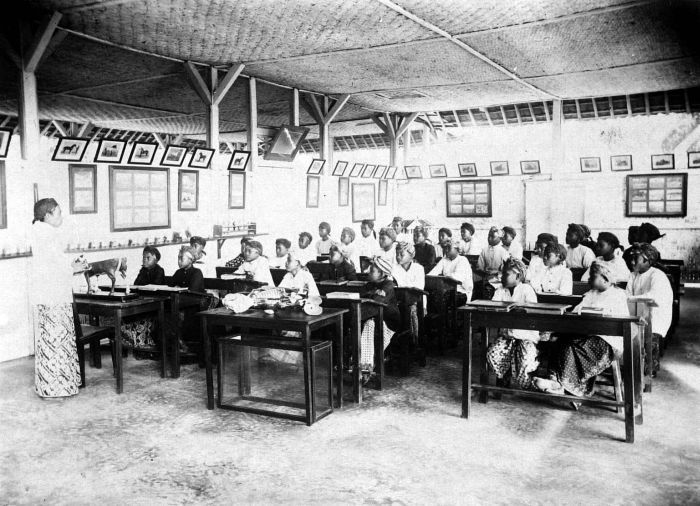
Schüler in einer Landwirtschaftsschule für Indonesier auf Java, erbaut in der Zeit

Seit der Ankunft der Niederländische Ostindien-Kompanie auf dem Indonesischen Archipel im 17. Jahrhundert zogen die Niederländer große Profite aus ihrer Kolonie. 1830 wurde nach dem Ende des brutalen Java-Kriegs ein Zwangsanbausystem (Cultuurstelsel) eingeführt, das die einheimische Bevölkerung verpflichtete, einen Teil ihrer landwirtschaftlichen Produktion für den Export an die Kolonialregierung abzuliefern. Den Niederländern brachte dieses System gigantische Profite ein, führte allerdings zu Hungersnöten und Elend unter der Bevölkerung, da nun ein Großteil der landwirtschaftlichen Fläche für den Anbau von Cash Crops verbraucht wurde. 1870 wurde das System aufgrund von moralischen Bedenken und wirtschaftlichen Problemen abgeschafft und die Kolonialpraxis liberalisiert. Zu Beginn des 20. Jahrhunderts lebte die Bevölkerung allerdings weiterhin in großer Armut, während sich der gesamte Reichtum in den Händen einer kleinen europäischen Minderheit befand.
1899 veröffentlichte der liberale niederländische Jurist Conrad Theodor van Deventer in der niederländischen Zeitschrift De Gids einen Aufsatz, in dem er schrieb, die Kolonialregierung habe die moralische Pflicht, den Reichtum, den die Niederländer in Indonesien erworben hatten, an die einheimische Bevölkerung zurückzugeben.
Der Journalist Pieter Brooshooft (1845–1921) schrieb über die moralische Pflicht der Niederländer, mehr für die Menschen in der Kolonie zu tun. Mit der Unterstützung von Sozialisten und besorgten Niederländern aus der Mittelschicht kämpfte er gegen die seiner Meinung nach ungerechten kolonialen Überschüsse. Er sah die Ureinwohner als „kindlich“ und hilfsbedürftig an. Brooshooft schickte Reporter auf den Archipel, um über lokale Entwicklungen zu berichten; sie berichteten über Armut, Missernten, Hungersnöte und Epidemien im Jahr 1900. Anwälte und Politiker, die Brooshoofts Kampagnenarbeit unterstützten, hatten eine Audienz bei Königin Wilhelmina und argumentierten, dass die Niederländer gegenüber den Völkern Ostindiens eine „Ehrenschuld“ hätten.
1901 verkündete die Königin auf Anraten ihres Premierministers der christdemokratischen Antirevolutionären Partei, Abraham Kuyper, offiziell eine wohlwollende „Ethische Politik“, die den Bewohnern der Kolonie Fortschritt und Wohlstand bringen sollte. Durch die niederländische Eroberung war Niederländisch-Indien zu Beginn des 20. Jahrhunderts zu einer Einheit zusammengewachsen, was für die Umsetzung dieser Politik von grundlegender Bedeutung war.
1904 stellte das niederländische Parlament 40 Millionen Gulden für Entwicklungsprojekte bereit. Der Großteil der Finanzierung der Aufbaumaßnahmen stammte allerdings aus den Einnahmen der Kolonialregierung.

## Umsetzung
Die Befürworter dieser Politik waren besorgt über die sozialen und kulturellen Bedingungen, unter denen die einheimische Bevölkerung litt. Sie versuchten, die Einheimischen für die Notwendigkeit zu sensibilisieren, sich von den Fesseln des Feudalsystems zu befreien und sich nach westlichem Vorbild zu entwickeln.
Am 17. September 1901 formulierte die neu gekrönte Königin Wilhelmina in ihrer Thronrede vor den Generalstaaten formell die neue Politik, dass die niederländische Regierung eine moralische Verpflichtung gegenüber der einheimischen Bevölkerung in Niederländisch-Ostindien habe. Die Hauptpfeiler der Maßnahmen lassen sich unter den drei Schlagworten Bewässerung, Migration und Bildung zusammenfassen.

### Bewässerung

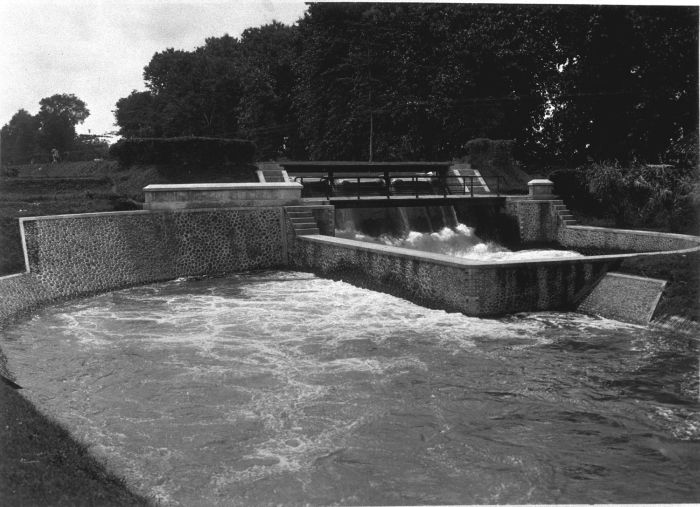
Bewässerungsanlage in Jember, Ostjava, erbaut ca. 1927–1929.

Die Politik förderte Bemühungen, das Los der einfachen Leute durch Bewässerungsprogramme zu verbessern. Bereits in den 1890er Jahren, aber noch intensiver nach 1901, wurden Wehre sowie primäre und sekundäre Bewässerungskanäle mit modernen Bauverfahren verbessert, Zeitpläne für die Wasserverteilung und -bewirtschaftung in Flusssystemen festgelegt und Pläne für den Betrieb und die Instandhaltung von Bewässerungsanlagen in ganz Java aufgestellt. Aufgrund ihrer eigenen Geografie hatten die Niederländer eine hohe Kompetenz im Wassermanagement erworben, was sie in Indonesien einsetzten.

### Migration
Im Rahmen dieser Politik wurde ab 1905 mit staatlich geförderten Programmen erstmals das Konzept der Transmigration aus dem überbevölkerten Java in die weniger dicht besiedelten Gebiete von Sumatra und Kalimantan eingeführt. Die Zahl der Menschen, die während des Zeitraums dieser Politik umgesiedelt wurden, war jedoch nur ein winziger Bruchteil des Bevölkerungswachstums auf Java im selben Zeitraum (knapp 37.800 von neun Millionen Menschen zwischen 1905 und 1930).

### Bildung

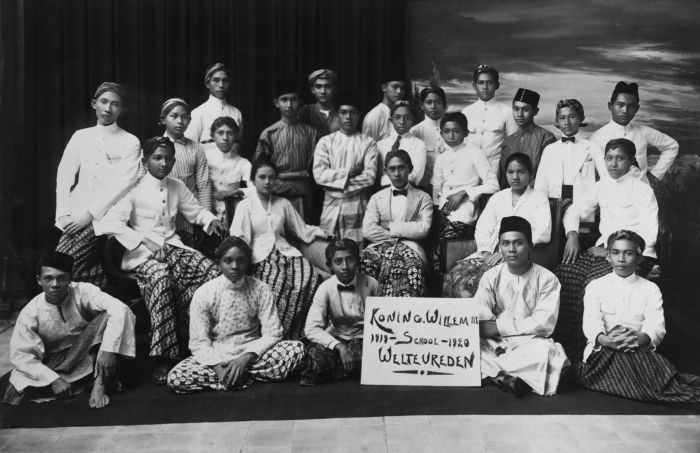
Gruppenporträt von einheimischen Kindern, die die König-Willem-III-Schule in Weltevreden, Batavia, besuchen, 1919–1920

Die Öffnung des westlichen Bildungswesens für indonesische Ureinwohner begann Anfang des 20. Jahrhunderts. Im Jahr 1900 besuchten nur 1.500 Indonesier europäische Schulen, verglichen mit 13.000 Europäern. Bis 1928 hatten 75.000 Indonesier die westliche Grundschule und fast 6.500 die weiterführende Schule abgeschlossen, obwohl dies immer noch nur ein winziger Teil der Bevölkerung war. Ab 1906 eröffneten die Niederländer Dorfschulen, welche die Bildung der Allgemeinbevölkerung verbesserte. In den 1930er Jahren lag die Alphabetisierung allerdings weiterhin bei lediglich 19 Prozent, während sie im niederländischen Mutterland bereits nahezu bei 100 Prozent lag.

### Weitere Maßnahmen
Die niederländische Kolonialregierung führte eine Reihe weiterer öffentlicher Dienstleistungen ein. Dazu gehörte beispielsweise ein landwirtschaftlicher Beratungsdienst, der verbesserte Nutzpflanzen, bessere Anbaumethoden und den Einsatz von Düngemitteln propagierte. Ein öffentlicher Gesundheitsdienst verbreitete Wissen über häufige Krankheiten und deren Vorbeugung durch grundlegende Hygiene. Ein Dienst für Kleinkredite sollte die weit verbreitete Abhängigkeit von Krediten durch Wucherer und Vorverkäufer von Ernteerträgen verringern, um das Problem der Verschuldung der Landbevölkerung und das Übel des Wuchers zu bekämpfen. So wurde ein System von Dorfbanken und Bezirksbanken eingerichtet, aus dem die heutige Bank Rakyat Indonesia hervorging. Auch die Mitbestimmung der Einheimischen in Regierung und Verwaltung wurde verbessert. 1918 wurde ein Volksraad als Volksvertretung eingeführt, an dem auch Einheimische beteiligt waren.

## Bewertung
Diese Politik war der erste ernsthafte Versuch, Programme für die wirtschaftliche Entwicklung in den Tropen aufzustellen. Sie unterschied sich von der „zivilisatorischen Mission“ anderer Kolonialmächte dadurch, dass sie den Schwerpunkt auf materiellen Wohlstand und nicht auf die Vermittlung von Kultur legte. Die Bildungskomponente der Politik war hauptsächlich technischer Natur, da sie nicht darauf abzielte, aufgeklärte farbige Niederländer zu schaffen. Die ethische Politik wurde allerdings nie spezifisch definiert und umfasste eher ein loses Bündel von Maßnahmen unter dem Überbegriff ethische Politik. Diese scheiterte letztlich an zwei Problemen. Erstens reichten die für die Programme der Politik bereitgestellten Mittel nie aus, um die Ziele zu erreichen, was dazu führte, dass viele Kolonialbeamte von der Möglichkeit, dauerhafte Fortschritte zu erzielen, enttäuscht waren. Die Armut auf Indonesien blieb weit verbreitet. Die finanziellen Engpässe während der Weltwirtschaftskrise setzten der Politik ein endgültiges Ende. Zweitens trugen die Bildungsprogramme der Politik wesentlich zur indonesischen Nationalbewegung bei, die den Indonesiern das intellektuelle Rüstzeug gab, ihre Einwände gegen die Kolonialherrschaft zu organisieren und zu artikulieren. Infolgedessen sahen viele im kolonialen Establishment diese Politik als einen Fehler an, der den niederländischen Interessen zuwiderlief.